# アナ・ゲバラ
アナ・ガフリエラ・ゲバラ・エスピノーサ （Ana Gabriela Guevara Espinoza、1977年5月4日 - ）は、メキシコの陸上競技選手である。2004年アテネオリンピック女子400mの銀メダリストである。
ゲバラは、2004年7月まで国際大会28連勝という記録を作っている。
陸上競技から引退した後、政治家に転身し2012年から2018年の間にソノラ州の上院議員を務めた。
移民問題委員会の議長を務めた後、外交委員会の書記を歴任した。

## 主な実績
| 年   | 大会                               | 場所                       | 種目 | 結果 | 記録   |
| ---- | ---------------------------------- | -------------------------- | ---- | ---- | ------ |
| 1999 | 世界室内陸上選手権                 | 前橋（日本）               | 400m | 4位  | 51秒55 |
| 2000 | オリンピック                       | シドニー（オーストラリア） | 400m | 5位  | 49秒96 |
| 2001 | IAAFグランプリファイナル           | ドーハ（カタール）         | 400m | 5位  | 51秒22 |
| 2001 | 世界陸上選手権                     | エドモントン（カナダ）     | 400m | 銅   | 49秒97 |
| 2002 | IAAFグランプリファイナル           | パリ（フランス）           | 400m | 1位  | 49秒90 |
| 2002 | IAAF陸上ワールドカップ             | マドリード（スペイン）     | 400m | 1位  | 49秒56 |
| 2003 | 世界陸上選手権                     | パリ（フランス）           | 400m | 金   | 48秒89 |
| 2003 | IAAFワールドアスレチックファイナル | モンテカルロ（モナコ）     | 400m | 1位  | 49秒34 |
| 2004 | オリンピック                       | アテネ（ギリシャ）         | 400m | 銀   | 49秒56 |
| 2004 | IAAFワールドアスレチックファイナル | モンテカルロ（モナコ）     | 400m | 1位  | 50秒13 |
| 2005 | 世界陸上選手権                     | ヘルシンキ（フィンランド） | 400m | 銅   | 49秒81 |
| 2007 | 世界陸上選手権                     | 大阪（日本）               | 400m | 4位  | 50秒16 |

## 自己ベスト
- 300m - 35秒30 (2003年5月3日、世界最高記録)
- 400m - 48秒89 (2003年8月27日、世界歴代9位)